# Николаевка (Шиловский район)
Николаевка — деревня в Шиловском районе Рязанской области в составе Мосоловского сельского поселения.

## Географическое положение
Деревня Николаевка расположена на Окско-Донской равнине у истоков небольшого ручья, впадающего в речку Заполье, в 15 км к юго-западу от пгт Шилово. Расстояние от деревни до районного центра Шилово по автодороге — 20 км.
К югу от деревни находится небольшой лесной массив — Лес Верновский (урочище Заповедник), к северо-западу — пруд Запольская Плотина с Домом отдыха на его северном берегу. Ближайшие населенные пункты — деревня Заполье и село Задубровье.

## Население
По данным переписи населения 2010 г. в деревне Николаевка постоянно проживает 24 чел.

## Происхождение названия
Вплоть до начала XX в. деревня носила двойное название — Николаевка, Матыцына тож. Свое первое название она получила по наименованию Никольской церкви в селе Задубровье, к приходу которой она относилась, а второе — по фамилии землевладельца Матыцына.

## История
Деревня Николаевка, Матыцына тож, упоминается в «Списках населенных мест Российской империи» за 1862 г.
К 1891 г., по данным И. В. Добролюбова, деревня Николаевка относилась к приходу Никольского храма в селе Задубровье, и в ней насчитывалось 26 дворов.

## Транспорт
Вблизи южной окраины деревни Николаевка проходит автомобильная дорога федерального значения М-5 «Урал»: Москва — Рязань — Пенза — Самара — Уфа — Челябинск. В 2,5 км к юго-востоку у села Задубровье находится станция «Задубровье» железнодорожной линии «Рязань — Пичкиряево» Московской железной дороги.